# 1986년 한국프로야구 신인 드래프트
1986년 한국프로야구 신인선수 지명회의는 지역 연고를 바탕으로 한 '1차 지명'과 지역 연고에 상관없이 지명하는 '2차 지명'으로 이루어져 있다.

## 1차 지명
- 구단 순서는 A~Z, 가나다 순.

※이름에 가로줄이 그어진 것은 구단이 해당 선수에 대한 지명권을 포기했음을 의미함.
| 구단          | 성명     | 출신학교 및 소속팀               | 포지션       | 지명순위                    |
| ------------- | -------- | -------------------------------- | ------------ | --------------------------- |
| MBC 청룡      | 김건우   | 선린상업고등학교-한양대학교      | 투수         | 1순위                       |
| MBC 청룡      | 김태원   | 배재고등학교-성균관대학교        | 투수         | 2순위                       |
| MBC 청룡      | 서효인   | 신일고등학교-고려대학교          | 포수         | 3순위                       |
| MBC 청룡      | 민경삼   | 고려대학교                       | 내야수       | 4순위                       |
| MBC 청룡      | 이재홍   | 건국대학교                       | 투수         | 5순위                       |
| MBC 청룡      | 이바오로 | 한양대학교                       | 투수         | 6순위                       |
| MBC 청룡      | 이경재   | 연세대학교                       | 외야수       | 7순위                       |
| OB 베어스     | 박노준   | 선린상업고등학교-고려대학교      | 투수         | 1순위                       |
| OB 베어스     | 박형열   | 서울고등학교                     | 투수         | 2순위                       |
| OB 베어스     | 임채섭   | 건국대학교                       | 외야수       | 3순위                       |
| OB 베어스     | 이복근   | 경희대학교                       | 내야수       | 4순위                       |
| OB 베어스     | 조석신   | 성균관대학교                     | 내야수       | 5순위                       |
| OB 베어스     | 김희식   | 건국대학교                       | 투수         | 6순위                       |
| OB 베어스     | 김현찬   | 포항제철                         | 내야수       | 7순위                       |
| OB 베어스     | 정광식   | 농협                             | 투수         | 8순위                       |
| OB 베어스     | 차재택   | 농협                             | 내야수       | 9순위                       |
| OB 베어스     | 박상익   | 인천전문대학교                   | 외야수       | 10순위                      |
| 롯데 자이언츠 | 강수경   | 경성대학교                       | 외야수       | 1순위                       |
| 롯데 자이언츠 | 김성현   | 연세대학교                       | 포수         | 2순위                       |
| 롯데 자이언츠 | 박동희   | 부산고등학교                     | 투수         | 3순위                       |
| 롯데 자이언츠 | 오명록   | 동아대학교                       | 투수         | 4순위                       |
| 롯데 자이언츠 | 윤학길   | 부산상업고등학교-연세대학교-상무 | 투수         | 5순위                       |
| 롯데 자이언츠 | 이창원   | 건국대학교                       | 외야수       | 6순위                       |
| 롯데 자이언츠 | 임경택   | 한양대학교                       | 외야수       | 7순위                       |
| 롯데 자이언츠 | 최계영   | 건국대학교                       | 외야수       | 8순위                       |
| 빙그레 이글스 | 곽영진   | 성균관대학교                     | 투수         | 1순위                       |
| 빙그레 이글스 | 김상국   | 한양대학교                       | 포수         | 2순위                       |
| 빙그레 이글스 | 김수길   | 한양대학교                       | 내야수       | 3순위                       |
| 빙그레 이글스 | 김현택   | 동아대학교                       | 내야수       | 4순위                       |
| 빙그레 이글스 | 유해덕   | 고려대학교                       | 외야수       | 5순위                       |
| 빙그레 이글스 | 윤홍식   | 인하대학교                       | 외야수       | 6순위                       |
| 빙그레 이글스 | 이원일   | 제일은행                         | 포수         | 7순위                       |
| 빙그레 이글스 | 이효봉   | 고려대학교                       | 투수         | 8순위                       |
| 빙그레 이글스 | 한연대   | 중앙대학교                       | 투수         | 9순위                       |
| 빙그레 이글스 | 한희민   | 성균관대학교                     | 투수         | 10순위                      |
| 삼성 라이온즈 | 구윤     | 중앙대학교                       | 외야수       | 1순위                       |
| 삼성 라이온즈 | 권택재   | 경북고등학교-한양대학교          | 내야수       | 2순위                       |
| 삼성 라이온즈 | 김훈기   | 영남대학교                       | 투수         | 3순위                       |
| 삼성 라이온즈 | 마수진   | 인하대학교                       | 투수         | 4순위, 지명권 양도 (OB)     |
| 삼성 라이온즈 | 성준     | 한양대학교                       | 투수         | 5순위                       |
| 삼성 라이온즈 | 이성근   | 한양대학교                       | 포수         | 6순위                       |
| 삼성 라이온즈 | 이용수   | 동국대학교                       | 외야수       | 7순위                       |
| 삼성 라이온즈 | 이척기   | 중앙대학교                       | 투수         | 8순위                       |
| 삼성 라이온즈 | 임순태   | 영남대학교                       | 내야수       | 9순위, 지명권 양도 (빙그레) |
| 삼성 라이온즈 | 최무영   | 고려대학교                       | 외야수       | 10순위                      |
| 청보 핀토스   | 김동기   | 인천고등학교-인하대학교          | 포수         | 1순위                       |
| 청보 핀토스   | 손영주   | 한국전력공사                     | 내야수       | 2순위                       |
| 청보 핀토스   | 이광근   | 동산고등학교-건국대학교-한일은행 | 외야수       | 3순위                       |
| 청보 핀토스   | 최광묵   | 제일은행                         | 외야수       | 4순위                       |
| 청보 핀토스   | 최용남   | 제일은행                         | 투수         | 5순위                       |
| 해태 타이거즈 | 강상진   | 고려대학교                       | 투수         | 1순위                       |
| 해태 타이거즈 | 김경호   | 인하대학교                       | 내야수       | 2순위                       |
| 해태 타이거즈 | 김대현   | 원광대학교                       | 투수         | 3순위                       |
| 해태 타이거즈 | 김정수   | 연세대학교                       | 투수         | 4순위                       |
| 해태 타이거즈 | 김평호   | 군산상업고등학교-동국대학교      | 외야수       | 5순위                       |
| 해태 타이거즈 | 백재우   | 원광대학교                       | 외야수       | 6순위                       |
| 해태 타이거즈 | 신동수   | 광주상업고등학교                 | 투수         | 7순위                       |
| 해태 타이거즈 | 이건열   | 군산상업고등학교-동국대학교      | 포수, 내야수 | 8순위                       |
| 해태 타이거즈 | 장채근   | 광주상업고등학교-성균관대학교    | 포수         | 9순위                       |
| 해태 타이거즈 | 차동철   | 건국대학교                       | 투수         | 10순위                      |

※서울 지역 1차 지명 우선권은 OB 베어스에 있었음.

## 2차 지명
- 구단 순서는 A~Z, 가나다 순.

※이름에 가로줄이 그어진 것은 구단이 해당 선수에 대한 지명권을 포기했음을 의미함.
| MBC                | OB                   | 빙그레                   | 삼성                     | 청보                     |
| ------------------ | -------------------- | ------------------------ | ------------------------ | ------------------------ |
| 김성수 (농협,외야) | 김강익 (상무,투수)   | 김연철 (포항제철,투수)   | 강대호 (동국대,투수)     | 김경갑 (한국화장품,내야) |
|                    | 박칠성 (연세대,내야) | 김정태 (농협,내야)       | 강풍원 (상무,내야)       | 김철주 (상무,투수)       |
|                    | 임동구 (동국대,내야) | 김종수 (한국화장품,내야) | 곽경탁 (한일은행,외야)   | 박현석 (영남대,외야)     |
|                    |                      | 박재찬 (성균관대,외야)   | 곽현태 (동국대,투수)     | 신성철 (영남대,포수)     |
|                    |                      | 박춘석 (영남대,투수)     | 김경배 (연세대,외야)     | 신춘식 (한국화장품,외야) |
|                    |                      | 송영수 (한국전력,투수)   | 김남수 (농협,외야)       | 안성수 (경성대,투수)     |
|                    |                      | 윤종오 (포항제철,포수)   | 김문수 (한일은행,투수)   | 오귀섭 (인하대,내야)     |
|                    |                      | 이강호 (인하대,외야)     | 김형종 (한일은행,외야)   | 오덕환 (농협,내야)       |
|                    |                      | 이군로 (포항제철,내야)   | 문희근 (한국화장품,외야) | 윤영환 (경성대,내야)     |
|                    |                      | 이연수 (성균관대,외야)   | 유병선 (포항제철,포수)   | 이경석 (인하대,외야)     |
|                    |                      |                          | 유우석 (동국대,외야)     | 이우상 (포항제철,투수)   |
|                    |                      |                          | 윤수봉 (한국전력,투수)   | 조광덕 (영남대,외야)     |
|                    |                      |                          | 이재혁 (경희대,외야)     | 조병천 (한국화장품,투수) |
|                    |                      |                          | 정선채 (상업은행,외야)   | 천성호 (농협,투수)       |
|                    |                      |                          | 최인수 (포항제철,포수)   | 홍성산 (심석중,투수)     |
|                    |                      |                          | 최재학 (상업은행,포수)   |                          |

1. ↑  배재고 시절의 우신고에서 전학온 선수
2. ↑  연세대학교 진학, 1990년 입단